# Hylemeridia eurema
Hylemeridia eurema là một loài bướm đêm trong họ Geometridae.